# 5NIGHTS SHORT STORY ラブコレ!
5NIGHTS SHORT STORY ラブコレ！は、テレビ朝日で2001年9月3日～7日の5日間限定で24時54分から25時04分に放送された矢沢心とバナナマンを中心とした10分単発ドラマ。

## 出演
- 片瀬：矢沢心
- 汐見：設楽統(バナナマン)
- 極楽寺：日村勇紀(バナナマン)
- 上地雄輔
- 神田時枝
- 飯沼祐衣・玲衣
- 近童弐吉
- 吉瀬美智子

## スタッフ
- 脚本：高橋ナツコ、金杉弘子
- 演出：常廣丈太

| スタブアイコン | サブスタブ | この項目は、まだ閲覧者の調べものの参照としては役立たない、テレビ番組に関連した書きかけの項目です。この項目を加筆・訂正などしてくださる協力者を求めています（P:テレビ/PJ:放送または配信の番組）。 |